# Menelik II
Menelìk II (in ge'ez: ዳግማዊ ምኒልክ) nato Sahle Mariàm (ሣህለ ማርያም; Ancober, 17 agosto 1844 – Addis Abeba, 12 dicembre 1913) fu imperatore d'Etiopia dal 1889 al 1913.
Divenuto negus dello Scioa nel 1865, Menelik, dopo la morte dell'imperatore Teodoro II, fu per due decenni il più potente monarca dell'Etiopia e condusse una serie di campagne di conquista che portarono all'espansione dell'Impero etiope fino ai confini attuali. Nel 1886 scelse come propria capitale Addis Abeba.
Incoronato imperatore d'Etiopia dall'abuna Matteo, Menelik intraprese un'opera di modernizzazione del Paese e riuscì a mantenere l'indipendenza dell'Impero sconfiggendo le truppe italiane ad Adua nel 1896.

## Biografia

### Primi anni

L'Etiopia nel 1850; lo Scioa è segnato in violetto

Sahle Mariam nacque il 17 agosto 1844 ad Ancober, capitale dello Scioa (una regione all'epoca nella parte meridionale dell'Impero d'Etiopia), da Hailé Melekot, figlio del negus locale Sahle Selassié, e Ijigayehu, la quale molto probabilmente aveva umili origini. Hailé Melekot subentrò nella guida dello Scioa alla morte del padre nel 1847.
Durante l'infanzia Sahle Mariam ebbe come tutore Ato Nadaw e fu educato nel palazzo negussita di Ancober.
Il regno di Hailé Melekot venne travolto dalle campagnie militari del negus neghesti Teodoro II, il quale, dopo la lunga era dei principi, mirava a riportare sotto il controllo diretto imperiale le regioni dell'Etiopia. Nell'ottobre del 1855 le forze di Hailé Melekot furono sconfitte dall'esercito di Teodoro II e il negus dello Scioa, probabilmente malato, morì nel dicembre dello stesso anno.
Teodoro II prese in ostaggio il giovane Sahle Mariam e lo condusse nella fortezza di Magdala, al fine di assicurarsi la fedeltà dei capi scioani. A tal fine gli diede una sua figlia in sposa, che però Sahle Mariàm abbandonò, fuggendo nel 1865 da Magdala, dopo dieci anni di prigionia, ritornando nello Scioa. In tal modo offese profondamente Teodoro, che da allora fu un suo nemico implacabile. 

### Re dello Scioa
Tornato in patria, salì al trono paterno con il nome di Menelik II, ricollegandosi così al biblico Menelik, figlio di re Salomone e della regina di Saba, da cui pretendeva di discendere. Il nuovo negus intraprese subito delle campagne militari per rafforzare il suo regno, sconfiggendo la popolazione degli Oromo, stanziati nell'Etiopia meridionale, riconquistando territori che dopo il XVI secolo, con la grande migrazione, alcune tribù Oromo avevano conquistato a scapito di popolazioni di etnia Amhara, Gurage e altri gruppi etnici minori.
Dopo la morte in battaglia dell'imperatore contro i Dervisci nel 1868 e il fugace regno di Teclè Ghiorghìs II, Menelik divenne uno dei re più potenti dell'Etiopia, subito dopo lo stesso imperatore Giovanni IV, salito al trono nel 1871. Poiché Giovanni era in guerra contro l'Egitto, allora formalmente indipendente ma di fatto protettorato inglese, gli egiziani cercarono di istigare il negus dello Scioa contro il suo sovrano, ma il loro piano fallì, perché occuparono nell'ottobre del 1875 la città-stato di Harar, considerato sia da Menelik che da Giovanni come una provincia etiope ribelle. Tuttavia l'esercito egiziano fu sconfitto dalle forze etiopi di Giovanni IV nelle battaglie di Gundat (16 novembre 1875) e di Gura (9 marzo 1876), scontri che rafforzarono la posizione dell'imperatore. Ciò indusse il riottoso Menelik II a fare atto di sottomissione a Giovanni il 20 marzo 1878: in cambio, il Negus Neghesti gli riconobbe il titolo regale, incoronandolo di persona sei giorni dopo.
Dopo questo atto di vassallaggio, Menelik governò il suo regno, introducendovi usi e costumi moderni, importati dai primi esploratori bianchi che si avventurarono in Africa. Infatti, nel 1876, il re scioano concesse all'esploratore italiano Orazio Antinori un terreno a Lit Marefià, non lontano dalla capitale Ancober, dove fu costruita una piccola base scientifica e ospedaliera, divenuta punto di partenza per le future operazioni coloniali italiane. Altro esploratore degno di nota fu il missionario Guglielmo Massaia (divenuto in seguito cardinale), che fondò la missione di Finfinnì, sul luogo dove Menelik volle edificare la sua nuova capitale. Nel 1879, infatti, visitando sul monte Entoto le rovine di un'antica città medievale e di una chiesa incompiuta, il sovrano etiope pensò bene di fissare qui la propria residenza, da dove si sarebbe poi sviluppata la futura capitale etiope, Addis Abeba. Frattanto, nel 1883, il re scioano si sposò con Taitù Batùl, potente principessa Amara della regione del Semien, che avrebbe influenzato notevolmente le future decisioni politiche del marito. Fu lei ad esempio a dare nuovo impulso alla creazione della nuova capitale, quando la regina fece restaurare una chiesa sul monte Entoto e il re decretò la costruzione di un altro edificio religioso nella zona. Poiché però il luogo era inadatto al popolamento, a causa della mancanza di acqua e legna da ardere, il primo nucleo abitativo sorse nel 1886 nella valle a sud della montagna: Taitù volle infatti edificare un palazzo presso le sorgenti minerali di Filwoha, chiamate dagli Oromo con il nome di Finfinne, dove la famiglia reale amava passare le vacanze.
Sul suo esempio anche molti nobili e personale di servizio alla corte decisero di stabilirsi in zona, mentre Menelik fece ampliare la casa della moglie, che divenne il Palazzo Imperiale, tutt'oggi sede del governo etiope. La città appena fondata fu nominata Addis Abeba, ossia "Nuovo Fiore".

### L'ascesa al trono e la guerra contro l'Italia

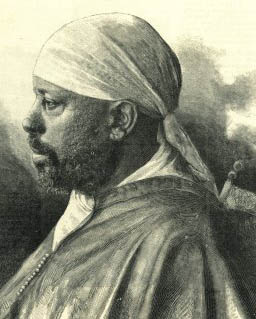
Il negus Menelik II

Frattanto, un nuovo contendente si era intromesso negli affari interni dell'Etiopia, ossia il Regno d'Italia, che, volendo entrare nel novero delle grandi potenze intraprendendo una politica di espansione coloniale, nel febbraio del 1885 inviò un distaccamento militare ad occupare il porto di Massaua, ambìto dall'imperatore Giovanni. Questi, premuto dai Dervisci del Sudan che compivano scorrerie nell'Etiopia settentrionale, cercò di intavolare trattative con il re italiano Umberto I, inviandogli una lettera che proponeva un'alleanza contro Menelik. Questi, da parte sua, gliene inviò un'altra, asserendo che era l'imperatore a sobillare i ras (governatori) contro gli italiani, sperando di contare sull'appoggio dell'Italia per salire al trono. Dopo l'incidente di Dogali (gennaio 1887), nel quale circa cinquecento italiani, al comando del colonnello Tommaso De Cristoforis, mal condotti in uno sconfinamento dall'Eritrea, vennero annientati dalle forze etiopiche di ras Alula, le autorità italiane, a lungo incerte su a chi affidarsi, decisero di parteggiare per Menelik. Nel 1889, dopo la morte di Giovanni IV nella battaglia di Metemma (9 marzo 1889) contro i Dervisci, il re scioano rivaleggiò contro ras Mangascià, figlio naturale del defunto negus, per ottenere il trono etiope. Per fare ciò, entrambi i contendenti cercarono l'aiuto italiano, che alla fine andò a Menelik, dietro promessa di favorire gli interessi italiani. Divenuto quindi Negus Neghesti, Menelik II unì il territorio dello Scioa a quelli del Tigrè e dell'Amara, portando i confini del suo impero a quelli dell'odierna Etiopia.
Subito dopo, l'imperatore cominciò a tessere accordi diplomatici con il governo di Roma, nella persona dell'ambasciatore italiano conte Pietro Antonelli, che riuscì a concludere una trattativa, nota come trattato di Uccialli (dal nome della località dove fu firmato, all'epoca un feudo della regina Taitù), siglato il 2 maggio 1889. In base a questo accordo internazionale, che regolava i rapporti tra Italia e Abissinia, Menelik II accettava le conquiste coloniali italiane in Eritrea e (apparentemente) la supervisione politica italiana sul suo regno. Dopo la firma del trattato, il 20 agosto, una delegazione etiope guidata dal cugino del negus, ras Maconnen, si recò a Roma, dove fu ricevuta dal sovrano Umberto I, portando in dono persino un elefante (oggi esposto, imbalsamato, presso il Museo di zoologia di Catania) e ricevendo in cambio un quadro raffigurante l'Ascensione. In aggiunta al trattato di Uccialli, la delegazione etiope sottoscrisse a Napoli, il 1º ottobre, una convenzione finanziaria che concedeva all'Etiopia un prestito di 4 milioni di lire, con l'interesse del 6%. Una discrepanza del trattato, che, secondo la tradizione era stilato in due lingue, riguardava però l'articolo 17, differente nelle due versioni: in quella italiana, infatti, Menelik accettava che le relazioni internazionali etiopi passassero attraverso l'Italia, stabilendo di fatto un protettorato italiano sull'Abissinia; in quella amarica, invece, il negus dava soltanto la facoltà di essere rappresentato dal governo di Roma presso le altre potenze.

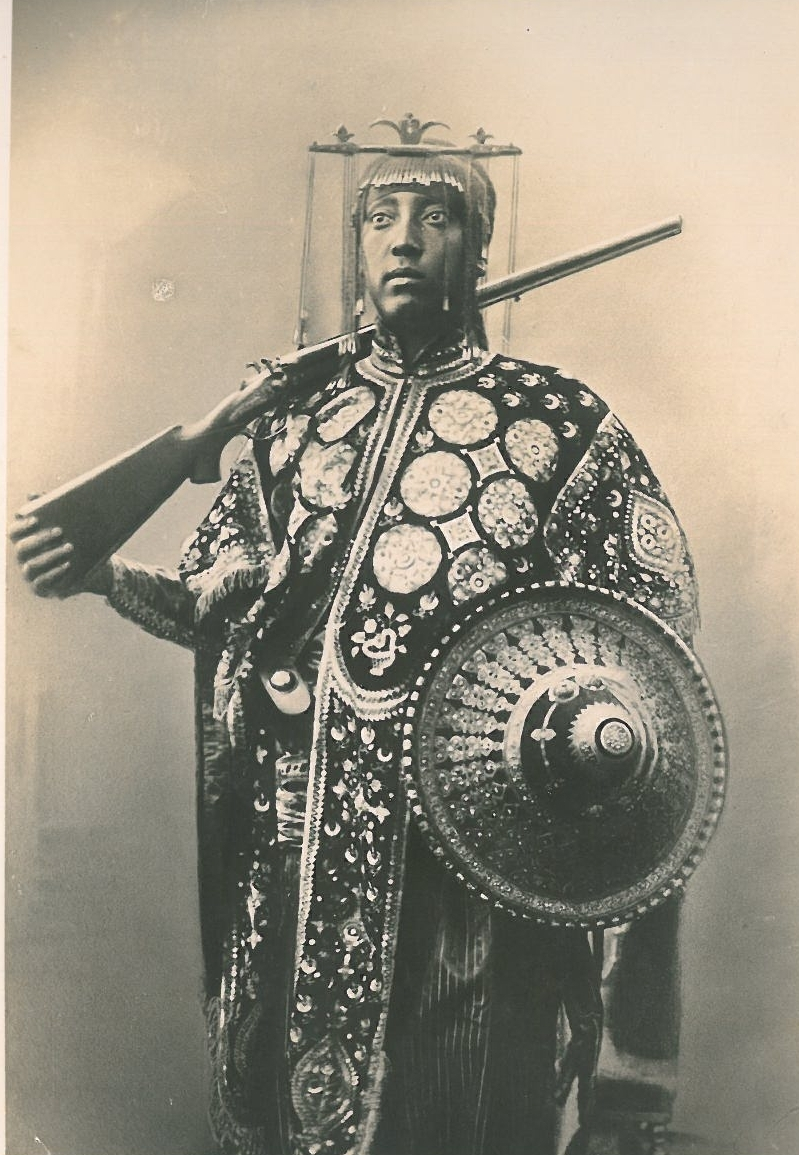
Menelik II

Non fu mai chiaro se questo fosse un errore di traduzione oppure un'abile mossa di una delle due parti per indurre l'altra a firmare l'accordo. Il capo del governo italiano, Francesco Crispi, notificò l'articolo alle maggiori potenze (Francia, Inghilterra, Germania, Danimarca, Paesi Bassi, Austria-Ungheria, Belgio, Svezia, Norvegia, Russia, Spagna, Portogallo, Turchia e Stati Uniti); la notizia fu accolta malissimo dall'ambasceria etiope, che sarebbe ripartita il 4 dicembre 1889. Le prime incomprensioni sulla diversa interpretazione dell'articolo arrivò nell'agosto 1890, quando Menelik allacciò relazioni diplomatiche con Russia e Francia senza informarne il governo italiano, il quale protestò presso il sovrano africano, che a sua volta richiese la revisione del trattato, ottenendo un netto rifiuto. Ciò fu all'origine della guerra d'Abissinia, che sarebbe scoppiata di lì a pochi anni. 
Infatti la guerra non iniziò subito poiché, nel gennaio 1891, il governo Crispi cadde e fu sostituito da altri esecutivi che non ritenevano necessaria l'avventura africana. Questo lasso di tempo servì al negus per potersi meglio preparare alle ostilità, sfruttando il prestito italiano per acquistare una fornitura d'armi composta da migliaia di fucili Carcano Mod. 91 e circa quattro milioni di cartucce, dal momento che l'Etiopia non possedeva fabbriche di polvere da sparo. Menelik II, comunque, cercò in ogni modo di molestare i possedimenti italiani in Africa, per esempio aizzando i Dervisci del Sudan contro le truppe coloniali. Il 21 dicembre 1893, tuttavia, una colonna di 2000 àscari e 400 italiani, al comando del colonnello Giuseppe Arimondi, sbaragliò un esercito di 10.000 dervisci, calati in Eritrea su richiesta etiope, nella seconda battaglia di Agordat. Sull'onda di questo successo e nel clima di grande euforia che aveva prodotto nel Paese, Crispi, ritornato al potere, decise di far pagare al negus il fatto di aver "tradito" l'Italia dopo averla usata per arrivare al trono imperiale. Quindi ordinò, nel gennaio 1895, al generale Oreste Baratieri, governatore dell'Eritrea, di avanzare nell'altopiano etiope, impegnandosi in un'operazione militare che durò tre mesi e portò entro aprile all'occupazione della regione del Tigrai e delle città di Macallè, Adigrat ed Adua.
Menelik era rimasto neutrale fino ad allora, perché tutti questi territori erano controllati da ras Mangascià, suo fiero avversario. Quando ras Mangascià fece atto di sottomissione, Menelik decise di intervenire. Quindi, radunato il suo esercito forte di 100.000 uomini (di cui 80.000 armati di fucili), nel novembre del 1895 dichiarò guerra all'Italia, prendendo a pretesto l'invasione nemica. L'imperatore lanciò dunque un contrattacco, lanciandosi in una controffensiva che portò alla conquista di importanti zone strategiche: il 1º dicembre l'avanguardia etiope, guidata da ras Maconnen, distrusse nella battaglia dell'Amba Alagi un presidio italiano di 2500 uomini al comando del maggiore Pietro Toselli, mentre dal 15 dicembre 1895 al 22 gennaio 1896 vi fu l'assedio di Macallè, roccaforte strategica presidiata da 1300 uomini al comando del tenente colonnello Giuseppe Galliano, che, dopo un'accanita resistenza, ottenne da Menelik e Maconnen il permesso di lasciare il forte con l'onore delle armi. Gli italiani marciarono davanti agli etiopi come se fossero scudi umani, per evitare sorprese da parte di Baratieri, ricongiungendosi presso le loro linee il 30 gennaio.

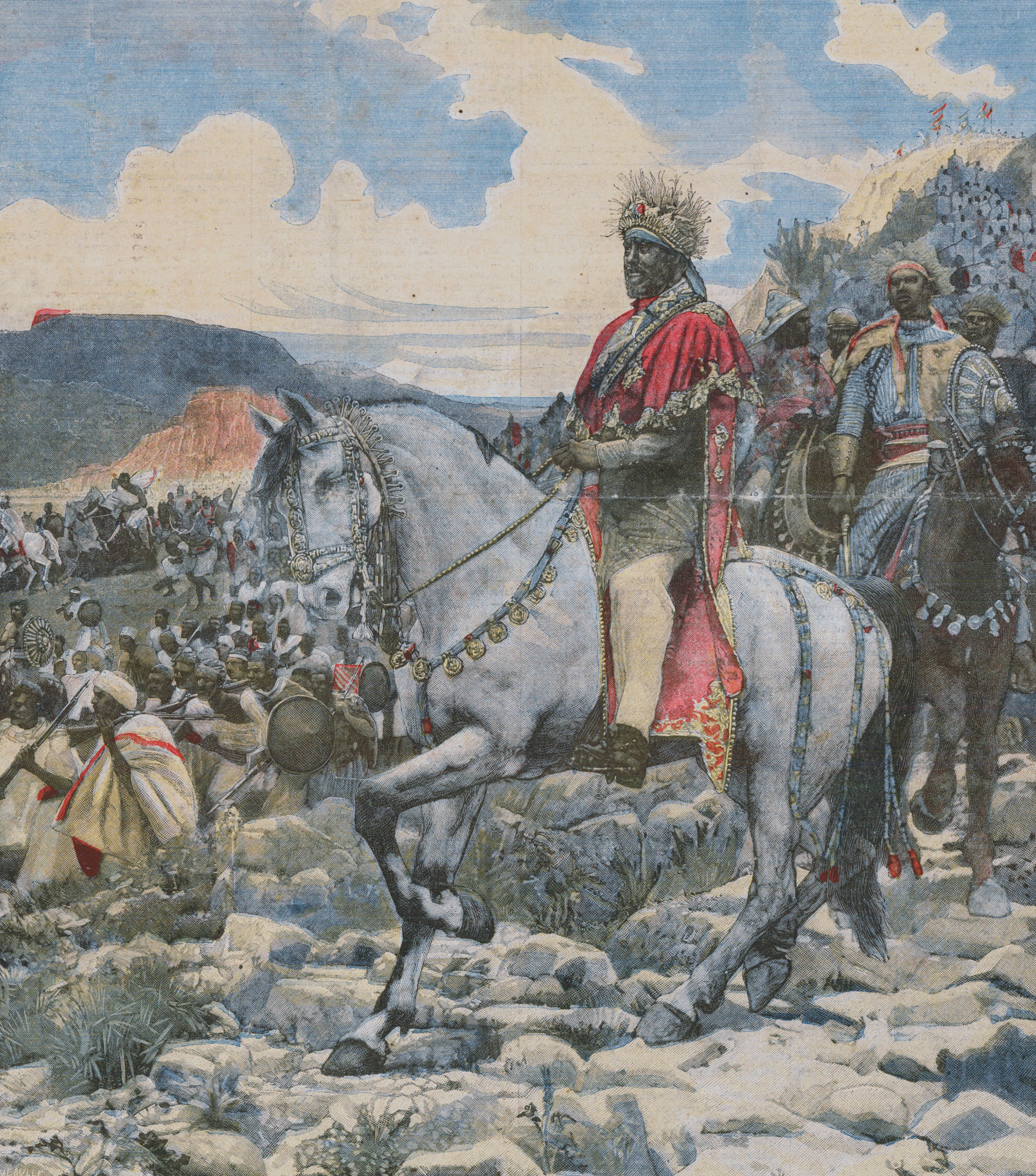
Menelik II alla battaglia di Adua (illustrazione de Le Petit Journal)

Questo errore di valutazione strategica rese debole la posizione del comandante italiano di fronte al governo di Roma, al punto che Crispi decise di rimuoverlo e sostituirlo con il generale Antonio Baldissera. Ma fu proprio il timore dell'imminente sostituzione a indurre Baratieri a puntare il tutto per tutto in un attacco frontale contro il nemico, marciando su Adua, dove era accampato il grosso dell'esercito etiope (70.000 uomini). L'idea di Baratieri era quella di compiere un'azione dimostrativa, accettando lo scontro solo in caso di attacco nemico, ma le cose andarono diversamente. Infatti, all'alba del 1º marzo 1896, un esercito di 17.000 italiani e ascari, al comando di ben cinque generali (Baratieri, Dabormida, Arimondi, Albertone ed Ellena), attaccò gli etiopi presso il colle di Kidane Meret sopra Adua. Gli italiani, divisi in quattro colonne, marciarono di notte separatamente, disperdendosi in vari canaloni della vallata, venendo attaccati all'alba dalle forze etiopi in massa e annientati. Nel volgere di una mezza giornata, l'esercito invasore fu sconfitto: dei cinque generali italiani, uno fu fatto prigioniero (Abertone) e due morirono (Dabormida e Arimondi), mentre sul campo rimasero circa 6000 morti e 3000 soldati furono fatti prigionieri. Tra questi, moltissimi ascari che subirono la pena dei traditori, ovvero il taglio della mano destra e del piede sinistro (anche se Menelik era contrario).

La Cattedrale di San Giorgio di Addis Abeba, eretta da Menelik in occasione della vittoria ad Adua (foto del 1934)

In Italia questa disfatta ebbe dei contraccolpi tremendi: Crispi fu costretto a dimettersi e scomparve dalla scena politica nazionale, mentre la classe dirigente italiana dovette abbandonare ogni velleità coloniale in terra africana. Il nuovo governo, presieduto da Antonio di Rudinì, avviò subito delle trattative con il sovrano vincitore, che si conclusero il 26 ottobre 1896 con la firma del trattato di Addis Abeba, sottoscritto per l'Italia dal maggiore Cesare Nerazzini e redatto in francese per evitare ambiguità: con esso il negus riconosceva il possesso dell'Eritrea all'Italia, che a sua volta si impegnava a rispettare l'indipendenza dell'Etiopia e ad abrogare il trattato di Uccialli. Per quanto riguardava i prigionieri, il governo italiano dovette pagare 10 milioni per il mantenimento dei prigionieri, anche se in pratica era il riscatto per la loro liberazione, che avvenne gradualmente: Menelik infatti ne liberò prima cinquanta per l'incoronazione dello zar Nicola II, facendone dono all'ambasciatore russo; poi, alla delegazione papale guidata da mons. Cirillo Macario, vicario patriarcale cattolico della Chiesa copta d'Alessandria, che chiedeva la liberazione di tutti i prigionieri, ne affidò due; altri cinquanta furono poi liberati il 20 novembre, in occasione del compleanno della regina d'Italia Margherita di Savoia, moglie di Umberto I. La questione dei prigionieri si sarebbe protratta poi negli anni, come quando nell'aprile del 1900 Menelik scrisse al re d'Italia di voler altri quattro milioni di lire per indennizzare i ras periferici che mantenevano i restanti prigionieri italiani; la somma però non arrivò mai, a causa dell'assassinio di Umberto a Monza nel luglio dello stesso anno. Le trattative diplomatiche con l'Italia continuarono anche nel marzo del 1897 per la fissazione dei confini tra Etiopia ed Eritrea, missione affidata nuovamente al maggiore Nerazzini, che riuscì a delimitare la linea di confine della Colonia eritrea all'altezza del fiume Mareb.
La battaglia di Adua e la vittoria su una potenza europea portò fama e legazioni presso Menelik ed il crescere in alcune parti del mondo delle cosiddette "Chiese etiopiche" che predicavano, partendo dalla Somalia e dal Kenya, per approdare più tardi in Giamaica, un credo irredentista anticoloniale, fondato su un Cristo Nero e basato sul libro sacro della tradizione d'Etiopia, il Kebra Nagast, libro della 'Gloria dei Re'.

### Gli ultimi anni di regno
Dopo la vittoria per l'indipendenza del suo regno, Menelik II decise di consolidare la sua posizione e di introdurre in Etiopia i primi elementi della civiltà occidentale. Ad esempio, cercò di controllare le tendenze separatiste dei vari ras locali, come ras Mangascià che, dopo essersi unito a lui nella battaglia di Adua, si era nuovamente ribellato; nel 1899 l'imperatore marciò contro di lui e lo sconfisse, imprigionandolo fino alla morte, avvenuta otto anni dopo. Menelik si interessò molto anche dell'ammodernamento tecnico del suo Paese, inaugurando nel 1902 il primo tratto della ferrovia Addis Abeba-Gibuti: già prima della salita al trono, aveva espresso la volontà di collegare la sua capitale con il Mar Rosso attraverso una strada ferrata. Alla fine fu scelta Gibuti, allora capoluogo della Somalia francese e oggi capitale dell'omonimo stato; il progetto della realizzazione della rete ferroviaria fu affidato, nel febbraio 1893, all'ingegnere svizzero Alfred Ilg, che costituì, il 9 aprile 1894 la "Società Imperiale d'Etiopia", con il compito di costruire la ferrovia da Gibuti ad Harar, da Harar ad Entoto e da Entoto alla regione del Caffa e del Nilo Bianco.
La concessione, di una durata di 99 anni, contemplava anche il trasporto di materiale bellico e truppe in caso di guerra, mentre il Ministero delle Colonie francese autorizzò la creazione di una nuova società, la "Compagnie Imperiale du Chemin de Fer Ethiopien", per costruire il tratto ferroviario sul territorio della colonia francese di Gibuti. La costruzione del tronco ferroviario da Gibuti ad Harar fu molto difficoltoso, sia per il caldo torrido che per l'ostilità delle tribù somale e Afar, per cui si decise di fermare il primo tratto a Dire Daua, visto che non si poteva raggiungere Harar a causa del notevole dislivello. La questione della ferrovia era al centro delle diatribe europee, perché si pensava che vi si celasse un tentativo di penetrazione politica in Etiopia: nel 1906 vi fu un accordo trilaterale tra Francia, Inghilterra e Italia, che rappresentò anche un notevole successo diplomatico per Menelik II, perché le tre potenze si accordarono sia per una futura spartizione dell'Etiopia (rimasta poi inoperante), sia per la suddivisione della rete ferroviaria etiope: i francesi completarono il tratto con Addis Abeba, gli inglesi ebbero la tratta con il Nilo Bianco, mentre gli italiani poterono costruire una ferrovia che attraversasse l'Etiopia e collegasse le colonie italiane di Eritrea e Somalia. 

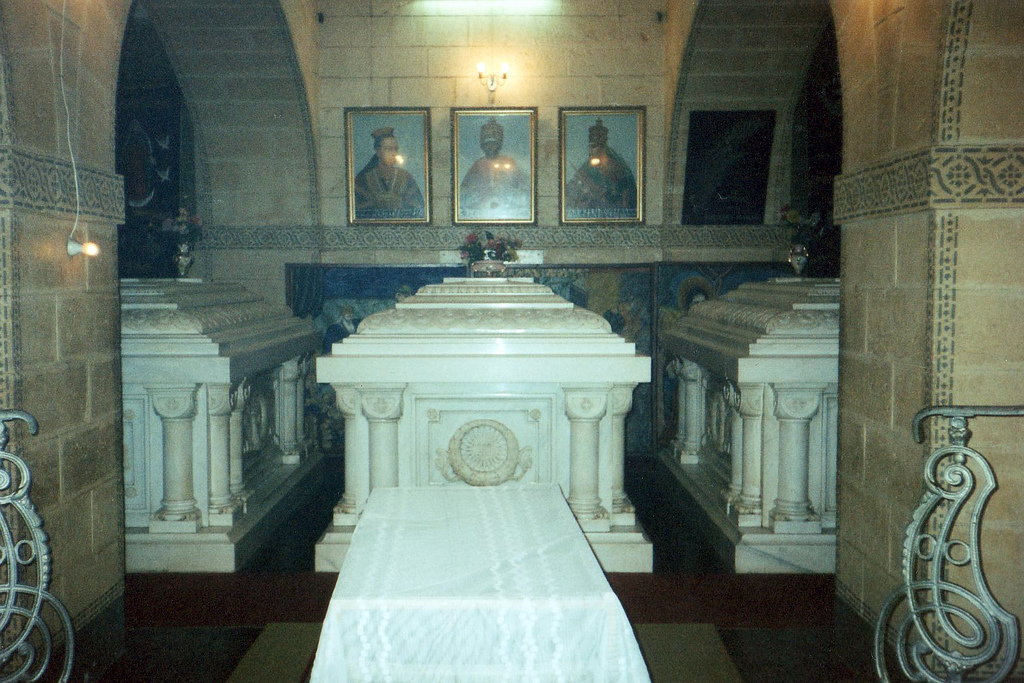
Mausoleo Ba'ata Maryam (Addis Abeba): sarcofago di Menelik II (al centro), tra la moglie Taitù e la figlia Zauditù

Nel 1908 le due compagnie ferroviarie si sarebbero unite nella "Compagnie du Chemin de Fer Franco - Ethiopien", che avrebbe proseguito il tratto fino ad Addis Abeba. Per quanto riguarda la capitale, Menelik II decise la costruzione, già alla fine del 1896, di una nuova città, a causa della penuria di legna da ardere che incontrava la popolazione di Addis Abeba in rapida crescita, a circa 40 km più a ovest, che chiamò Addis Alem, ossia "Nuovo Mondo". Nel 1903 le due città furono collegate dalla prima strada pavimentata d'Etiopia, che Menelik volle fosse fiancheggiata da piante di eucalipto, introdotte pare su consiglio di uno straniero (forse francese) e che tuttora abbelliscono la via. Verso la fine di quell'anno l'imperatore etiope decise di abbandonare l'idea di trasferire della capitale, che rimase ad Addis Abeba, mentre Addis Alem restò la residenza di villeggiatura della corte imperiale. In campo scolastico, il sovrano africano volle combattere il diffusissimo analfabetismo che affliggeva la popolazione etiope: per questo, nel 1905, istituì ad Addis Abeba la prima scuola statale improntata a modelli e criteri europei, mentre allo stesso tempo incoraggiava la Chiesa ortodossa etiope ad aprire altre scuole di formazione primaria. Il processo di modernizzazione dell'Etiopia si interruppe nel 1906, quando il negus dovette ritirarsi dalla scena politica a causa di una grave malattia polmonare che lo costrinse a lasciare la reggenza alla moglie Taitù; questa, estromessa da una congiura di palazzo nel 1910, fu costretta a dedicarsi esclusivamente alle cure del marito malato, mentre la reggenza andò a ras Tessema Nadew. Poiché Menelik e Taitù non avevano avuto figli maschi, il successore fu il nipote del negus, ligg Iasù, che succedette al nonno il 22 dicembre 1913, alla morte dell'imperatore nel suo palazzo di Addis Abeba a 69 anni. Dopo il breve regno di Iasù, salì al trono la figlia di Menelik, Zauditù I, l'imperatrice triste, cui il reale potere ed il contatto col marito ras Gugsa Oilè fu negato, mentre il palazzo preparava l'ascesa di ras Tafarì Maconnèn, poi imperatore col nome di Hailé Selassié.

## Le origini di Menelik II secondo la tradizione etiope
Seguendo la linea della discendenza tracciata nel testo sacro della tradizione d'Etiopia, il Kebra Nagast, libro della 'Gloria dei Re', Menelik II è il duecentoventitreesimo discendente di Menelik I (o meglio Menyelek I: originariamente chiamato Bayna-Lehkem, ed Ebna la-Hakim, letteralmente "Figlio del Saggio"), colui che è stato il primo imperatore d'Etiopia.
Secondo il Kebra Nagast infatti Menelik I era il figlio primogenito della Regina di Saba, Makeda, e del re d'Israele Salomone. Con l'aiuto del figlio del sacerdote del Tempio di Gerusalemme, Zadok (o Tsadok), e grazie alla benedizione divina, trafugò l'Arca dell'Alleanza da Israele all'Etiopia, ove secondo la leggenda si troverebbe tuttora. Da Menelik I dunque, attraverso 223 generazioni, discende Menelik II, che seguendo la linea regale di David e Salomone (ovvero della Tribù di Giuda), è incoronato Imperatore d'Etiopia nel 1889. Ras Tafari Maconnen, figlio del suo cugino di primo grado, Maconnèn Uoldemicaèl, divenne a sua volta Imperatore, incoronato Negus Neghesti, re dei re, il 2 novembre del 1930 col nome di Haile Selassie I e il titolo di leone conquistatore della tribù di Giuda.

## Influenza culturale

### LaLingua di Menelik
In epoca coloniale, venne dato il nome di Lingua di Menelik ad un giocattolo carnevalesco, con intento denigratorio verso il Negus etiope; ciò fa riferimento alla traduzione del trattato di Uccialli in amarico, la lingua parlata da Menelik. Infatti, la traduzione in amarico di tale trattato era diversa da quella italiana, che poneva condizioni poco favorevoli per l'Etiopia, trasformando di fatto il paese in un protettorato italiano senza che vi fosse assenso da parte dell'imperatore etiope. L'affidamento di Menelik unicamente alla traduzione in lingua amarica del trattato ha comportato un vero e proprio incidente diplomatico.